# Wally Walker
Walter "Wally" Frederick Walker (Millersville, Pensilvania, 18 de julio de 1954) es un exjugador de baloncesto estadounidense que disputó ocho temporadas en la NBA y una más en la liga italiana. Con 1,98 metros de altura, lo hacía en la posición de alero. Fue presidente y general mánager de los Seattle Supersonics durante 7 años.

## Trayectoria deportiva

### Universidad
Jugó durante cuatro temporadas con los Cavaliers de la Universidad de Virginia, en las que promedió 17,8 puntos y 6,4 rebotes por partido. Lideró a los Cavaliers en la consecución de su único título de campeón de la Atlantic Coast Conference en 1976, logrando 21 puntos y 6 rebotes en la final ante North Carolina, y siendo elegido como mejor jugador del torneo. Actualmente es el sexto máximo anotador de la historia de la universidad, con 1849 puntos.

### Profesional

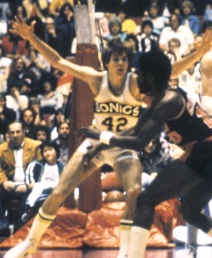
Walker, con la camiseta de los Sonics.

Fue elegido en la quinta posición del Draft de la NBA de 1976 por Portland Trail Blazers, donde fue uno de los últimos jugadores del banquillo, pero a pesar de ello colaboró con 5,2 puntos y 1,6 rebotes por partido en la consecución del primer y único título de la historia de los Blazers, tras derrotar a Philadelphia 76ers en las Finales. Pocas semanas después del comienzo de la temporada 1977-78 fue traspasado a Seattle Supersonics a cambio de dos futuras rondas del draft.
En Seattle se volvió a encontrar con un equipo poderoso, en aquellos años peleando por el título, en el que destacaban figuras como Gus Williams, Dennis Johnson o Jack Sikma. Su función fue nuevamente la de dar minutos de descanso a los titulares, eso sí, jugando un poco más que en los Blazers. Acabó su primera temporada llegando a las Finales de la NBA y promediando 6,5 puntos y 3,0 rebotes. Al año siguiente, en su primera temporada completa en los Sonics, se hizo con su segundo anillo de campeón, tras derrotar a los Bullets por 4-1 en la final.
Jugó tres temporadas más con los Sonics, la última de ellas como titular, hasta que antes del comienzo de la temporada 1982-83 fue traspasado a Houston Rockets a cambio de una segunda ronda del draft. Allí en su primera temporada firmó unos de los mejores números de su carrera profesional, promediando 9,7 puntos y 4,5 rebotes, pero al año siguiente se vio relegado de nuevo al banquillo, no renovando contrato al final del mismo.
Tras quedarse sin equipo, decidió prolongar un año más su carrera, fichando por el Simac Milano de la liga italiana, donde solo jugó 11 partidos en los que consiguió 13,8 puntos y 5,0 rebotes por partido.

### Ejecutivo
Tras retirarse, regresó a la NBA en 1994, esta vez a los despachos, ejerciendo como Presidente y General Mánager de los Sonics hasta que el equipo definitivamente se trasladó a Oklahoma City.

## Estadísticas de su carrera en la NBA

### Temporada regular
| Temp.   | Edad | Equipo   | Liga | P   | TIT | MIN  | TC  | TCA | %TC  | 3P  | 3PA | %3P  | TL  | TLA | %TL  | R.OF. | R.DEF. | REB | ASIS | ROB | TAP | PER | FP  | PTS |
| 1976-77 | 22   | Portland | NBA  | 66  |     | 9.5  | 2.1 | 4.6 | .449 |     |     |      | 1.0 | 1.5 | .670 | 0.7   | 1.0    | 1.6 | 0.8  | 0.2 | 0.0 |     | 1.4 | 5.2 |
| 1977-78 | 23   | TOTAL    | NBA  | 77  |     | 14.3 | 2.6 | 6.0 | .443 |     |     |      | 1.0 | 1.6 | .625 | 1.1   | 1.7    | 2.8 | 1.0  | 0.3 | 0.1 | 1.0 | 1.8 | 6.3 |
| 1977-78 | 23   | Portland | NBA  | 9   |     | 11.2 | 2.1 | 4.6 | .463 |     |     |      | 0.6 | 0.9 | .625 | 0.8   | 1.1    | 1.9 | 0.9  | 0.2 | 0.0 | 1.2 | 1.4 | 4.8 |
| 1977-78 | 23   | Seattle  | NBA  | 68  |     | 14.8 | 2.7 | 6.2 | .440 |     |     |      | 1.0 | 1.6 | .625 | 1.2   | 1.8    | 3.0 | 1.0  | 0.4 | 0.1 | 1.0 | 1.8 | 6.5 |
| 1978-79 | 24   | Seattle  | NBA  | 60  |     | 16.2 | 2.8 | 5.7 | .490 |     |     |      | 1.0 | 1.6 | .604 | 1.1   | 1.9    | 3.0 | 1.2  | 0.2 | 0.4 | 1.1 | 2.1 | 6.6 |
| 1979-80 | 25   | Seattle  | NBA  | 70  |     | 12.1 | 2.0 | 3.9 | .507 | 0.0 | 0.0 |      | 0.7 | 0.9 | .750 | 0.9   | 1.5    | 2.4 | 0.8  | 0.3 | 0.1 | 0.7 | 1.5 | 4.7 |
| 1980-81 | 26   | Seattle  | NBA  | 82  |     | 21.9 | 3.5 | 7.6 | .463 | 0.0 | 0.0 | .000 | 1.3 | 2.1 | .645 | 1.3   | 2.6    | 3.8 | 1.5  | 0.6 | 0.2 | 1.4 | 2.0 | 8.4 |
| 1981-82 | 27   | Seattle  | NBA  | 70  | 70  | 28.1 | 4.3 | 9.0 | .480 | 0.0 | 0.0 | .000 | 1.3 | 1.9 | .672 | 1.5   | 2.8    | 4.4 | 3.1  | 0.5 | 0.4 | 1.6 | 3.1 | 9.9 |
| 1982-83 | 28   | Houston  | NBA  | 82  | 59  | 27.5 | 4.4 | 9.8 | .449 | 0.0 | 0.0 | .250 | 0.9 | 1.4 | .621 | 1.7   | 2.9    | 4.5 | 2.4  | 0.5 | 0.3 | 1.8 | 2.5 | 9.7 |
| 1983-84 | 29   | Houston  | NBA  | 58  | 18  | 10.6 | 2.0 | 4.2 | .490 | 0.0 | 0.1 | .333 | 0.1 | 0.3 | .333 | 0.4   | 1.1    | 1.6 | 0.9  | 0.3 | 0.1 | 0.6 | 1.1 | 4.2 |
| Total   |      |          | NBA  | 565 | 147 | 18.0 | 3.0 | 6.5 | .467 | 0.0 | 0.0 | .200 | 0.9 | 1.4 | .643 | 1.1   | 2.0    | 3.1 | 1.5  | 0.4 | 0.2 | 1.2 | 2.0 | 7.0 |

### Playoffs
| Temp.   | Edad | Equipo   | Liga | P  | MIN | TCA | TC  | 3PA | 3P | TLA | TL | R.OF. | REB | ASIS | ROB | TAP | PER | FP  | PTS | %TC  | %3P | %FT  | MIN  | PTS | REB | AST |
| 1976-77 | 22   | Portland | NBA  | 10 | 83  | 20  | 36  |     |    | 3   | 7  | 2     | 7   | 8    | 3   | 0   |     | 20  | 43  | .556 |     | .429 | 8.3  | 4.3 | 0.7 | 0.8 |
| 1977-78 | 23   | Seattle  | NBA  | 20 | 261 | 36  | 85  |     |    | 21  | 26 | 20    | 38  | 12   | 8   | 4   | 18  | 51  | 93  | .424 |     | .808 | 13.1 | 4.7 | 1.9 | 0.6 |
| 1978-79 | 24   | Seattle  | NBA  | 13 | 85  | 6   | 16  |     |    | 2   | 4  | 7     | 17  | 2    | 0   | 0   | 4   | 19  | 14  | .375 |     | .500 | 6.5  | 1.1 | 1.3 | 0.2 |
| 1979-80 | 25   | Seattle  | NBA  | 13 | 157 | 18  | 35  | 0   | 0  | 18  | 24 | 15    | 29  | 7    | 1   | 3   | 5   | 20  | 54  | .514 |     | .750 | 12.1 | 4.2 | 2.2 | 0.5 |
| 1981-82 | 27   | Seattle  | NBA  | 8  | 157 | 19  | 45  | 0   | 0  | 1   | 4  | 12    | 32  | 15   | 4   | 4   | 7   | 26  | 39  | .422 |     | .250 | 19.6 | 4.9 | 4.0 | 1.9 |
| Total   |      |          | NBA  | 64 | 743 | 99  | 217 | 0   | 0  | 45  | 65 | 56    | 123 | 44   | 16  | 11  | 34  | 136 | 243 | .456 |     | .692 | 11.6 | 3.8 | 1.9 | 0.7 |